# Ryszard Błażyca
Ryszard Błażyca (ur. 1 kwietnia 1896 w Nowa Wieś, zm. 28 września 1981 w Rudzie Śląskiej-Wirku) – zapaśnik, górnik, olimpijczyk z Amsterdamu 1928.

## Życiorys
Urodził się w Nowej Wsi (obecnie dzielnica Rudy Śląskiej) jako syn górnika Karola i Marii z Pyroniów. Podczas I wojny światowej walczył w armii niemieckiej na froncie zachodnim. W 1919 został zaprzysiężony w Polskiej Organizacji Wojskowej Górnego Śląska. W tym samym roku zaczął uprawiać zapasy w klubie „Kraftsport Verein” Neudorf. W latach 1920–1926 był zawodnikiem Polonii Nowa Wieś. Od 1926 do 1934 był zawodnikiem Powstańca Nowa Wieś. W 1924 został międzynarodowym mistrzem Czechosłowacji. Odniósł zwycięstwo w eliminacjach przedolimpijskich 1924. Nie pojechał jednak na igrzyska olimpijskie do Paryża. W latach 1927–1928 był mistrzem polski w wadze lekkiej. Na igrzyskach olimpijskich w Amsterdamie zajął 7. miejsce. W latach 1935–1939 był wiceprezesem i instruktorem klubu Pokój Nowy Bytom. Podczas II wojny światowej został zesłany na roboty przymusowe w głąb Niemiec za odmowę trenowania zapaśników klubu Winter Sport Verein. Po 1945 został trenerem zapaśników „Pogoni” Nowy Bytom. Zmarł 28 września 1981 w Rudzie Śląskiej-Wirku i tam został pochowany.

## Osiągnięcia
- 1926 - 1. miejsce w mistrzostwach Polski w kategorii do 67 kg
- 1927 - 1. miejsce w mistrzostwach Polski w kategorii do 67 kg
- 1927 - 1. miejsce w mistrzostwach Śląska
- 1928 - 7. miejsce w igrzyskach olimpijskich w kategorii do 67 kg
- 1928 - 1. miejsce w mistrzostwach Polski w kategorii do 67 kg
- 1929 - 1. miejsce w mistrzostwach Śląska
- 1930 - 1. miejsce w mistrzostwach Śląska
- 1932 - 1. miejsce w mistrzostwach Śląska
- 1935 - 1. miejsce w mistrzostwach Śląska

## Odznaczenia
- Brązowy Krzyż Zasługi (dwukrotnie: 19 marca 1931[1], 1 maja 1950[2])
- Medal 10-lecia Polski Ludowej (30 listopada 1954)[3]